# Bussea eggelingii
Bussea eggelingii é uma espécie de legume da família Leguminosae.
Apenas pode ser encontrada na Tanzânia.
Esta espécie está ameaçada por perda de habitat.